# Альїн
Альїн (ісп. Allín) — муніципалітет в Іспанії, у складі автономної спільноти Наварра. Населення — 814 осіб (2009).
Муніципалітет розташований на відстані близько 290 км на північний схід від Мадрида, 37 км на захід від Памплони.
На території муніципалітету розташовані такі населені пункти: (дані про населення за 2009 рік)
- Амільяно: 19 осіб
- Арамендія: 61 особа
- Арбейса: 143 особи
- Артавія: 121 особа
- Ечаваррі: 64 особи
- Еульс: 53 особи
- Гальдеано: 66 осіб
- Ларріон: 140 осіб
- Мунета: 45 осіб
- Субієлькі: 102 особи

## Демографія
Динаміка населення (INE ):

## Галерея зображень

Розташування муніципалітету